# Кайтуков, Георгий Харитонович

Мемориальная доска на доме № 23 на улице Ватутина, Владикавказ

Кайтуков Георгий Харитонович (осет. Хъайтыхъты Хосдзауы фырт Геор; 11 ноября 1911 года, с. Ход, Терская область, Российская империя — 6 января 2002 года, Владикавказ, Российская Федерация) — советский осетинский и российский поэт и переводчик. Народный поэт Северо-Осетинской АССР.

## Биография
Георгий Кайтуков родился 11 ноября 1911 года в селе Ход Северной Осетии. В 1929 году окончил педагогический техникум, в 1932 году — Горский педагогический институт и в 1936 году — аспирантуру при Московском историко-философско-литературном институте (МИФЛИ). Будучи аспирантом, преподавал философию в Коммунистическом университете трудящихся Востока и в Автомеханическом институте имени М. В. Ломоносова. С 1936 по 1941 года — преподаватель философии в Северо-Осетинском педагогическом и сельскохозяйственном институтах.
С 1941 года участвовал в Великой Отечественной войне. Воевал комиссаром отдельного батальона связи, лектором политотдела 18-й десантной Армии. В сентябре 1943 года при штурме Новороссийска получил ранение. После излечения получил инвалидность.
В послевоенные годы — заведующий отделом агитации и пропаганды Северо-Осетинского обкома ВКП(б). Преподавал философию в Северо-Осетинском институте. С 1958 по 1963 года возглавлял кафедру марксизма-ленинизма в этом же институте.
С 1955 года проживал в доме № 23 по улице Ватутина во Владикавказе. Умер 6 января 2002 года. Похоронен на Аллее Славы во Владикавказе.
Творчество
В 1927 году опубликовал свои первые поэтические произведения в местной периодической печати. Первый сборник стихов поэта «К борьбе» был издан в 1931 году. В 1948 году издал сборник «В дни войны», который состоит из стихов на военную тематику. В последующие годы издавал сборники стихов и поэм Кайтукова на осетинском и русском языках. Выпустил несколько сборников стихов для детей.
Делал переводы на осетинский язык произведений русских и советских поэтов и писателей.
В 1967 году за сборник «Продолжение жизни» удостоен премии имени К. Хетагурова.
Память
15 мая 2006 года на доме № 23 по улице Ватутина была установлена мемориальная доска. Автор: скульптор Михаил Дзбоев.

## Награды и звания
- орден Отечественной войны 1-й степени (11.03.1985)
- 2 ордена Трудового Красного Знамени (05.10.1960; 30.12.1971)
- орден Дружбы народов (11.11.1981)
- орден Красной Звезды (04.10.1943)
- медаль «За боевые заслуги» (23.02.1943)
- другие медали
- Народный поэт Северо-Осетинской АССР
- Лауреат Государственной премии имени Коста Хетагурова Северной Осетии (1967)[5]